# Emanuele Greco
Emanuele Greco (geboren am 18. Dezember 1945 in Tarent) ist ein italienischer Klassischer Archäologe mit den Forschungsschwerpunkten Topographie des antiken Italien und Griechische Kolonisation.
Greco wurde 1968 an der Universität Bari mit der Arbeit L’acropoli di Velia (Die Akropolis von Elea) bei Mario Napoli promoviert. Anschließend besuchte er die Scuola Nazionale di Archeologia an der Universität La Sapienza von 1969 bis 1971.
Seine ersten feldarchäologischen Schritte unternahm er unter Mario Napoli auf den Ausgrabungen in Elea und in Paestum, unter Dinu Adameşteanu in Metapont. Hier erwachte sein Interesse an der Archäologie der Magna Graecia. In Griechenland nahm er an den Untersuchungen in Itanos, Thouria und Efestia teil.
An der Universität Salerno war er von 1971 bis 1978 Assistent. Von 1978 bis 1993 war er Lehrbeauftragter an der Universität Neapel L’Orientale, unterbrochen lediglich im Jahr 1990/91, in dem er an der École des Hautes Études en Sciences Sociales unterrichtete. Ab 1994 war er außerordentlicher Professor für die Archäologie der Magna Graecia, ab 1997 ordentlicher Professor für Klassische Archäologie an der L’Orientale in Neapel.
Im Jahr 2000 folgte er Antonino Di Vita in der Direktion der Scuola Archeologica Italiana di Atene, die er bis 2016 leitete. Während dieser Zeit war er 2007 am Lincoln College in Oxford, 2008 als Gastprofessor an der Universität Paris I Panthéon-Sorbonne.

## Mitgliedschaften und Auszeichnungen
- Mitglied des Deutschen Archäologischen Instituts
- Mitglied der Archäologischen Gesellschaft in Athen
- Mitglied der Società Napoletana di Storia Patria
- Mitglied der Accademia Napoletana di Scienze Lettere e Arti

2008 wurde er Cavaliere dell’Ordine al Merito della Repubblica Italiana.

## Schriften
Das Schriftenverzeichnis von Emanuele Greco umfasst mehr als 200 Titel, darunter:
- (mit Mario Torelli): Storia dell’urbanistica. Il mondo greco. In: Paolo Sica: Storia dell’urbanistica. Band 5. Laterza editore, Rom-Bari, ISBN 88-420-2290-X.

- (mit Dinu Theodorescu): Poseidonia-Paestum 1: La curia. École française de Rome, Rom 1980 (Collection de l’École française de Rome 42.1).
- (mit Dinu Theodorescu): Poseidonia-Paestum 2: L’agora. École française de Rome, Rom 1983, ISBN 2-7283-0063-1 (Collection de l’École française de Rome 42.1).
- (mit Dinu Theodorescu): Poseidonia-Paestum 3: Forum Nord. École française de Rome, Rom 1986, ISBN 2-7283-0137-9 (Collection de l’École française de Rome 42.1).
- (mit Angela Pontrandolfo): Guida archeologica d’Italia. Mondadori, Mailand 1992, ISBN 88-04-34549-7.
- Archeologia della Magna Grecia. Laterza editore, Rom-Bari 1992, ISBN 88-420-3989-6 (6. Auflage, 2006).
- (mit Dinu Theodorescu): Poseidonia-Paestum 4: Forum Ouest-Sud-Est. École française de Rome, Rom 1999, ISBN 2-7283-0577-3 (Collection de l’École française de Rome 42.1).
- La città greca. Società, istituzioni e forme urbane. Donzelli editore, Rom 1999, ISBN 88-7989-507-9